# Vulgata

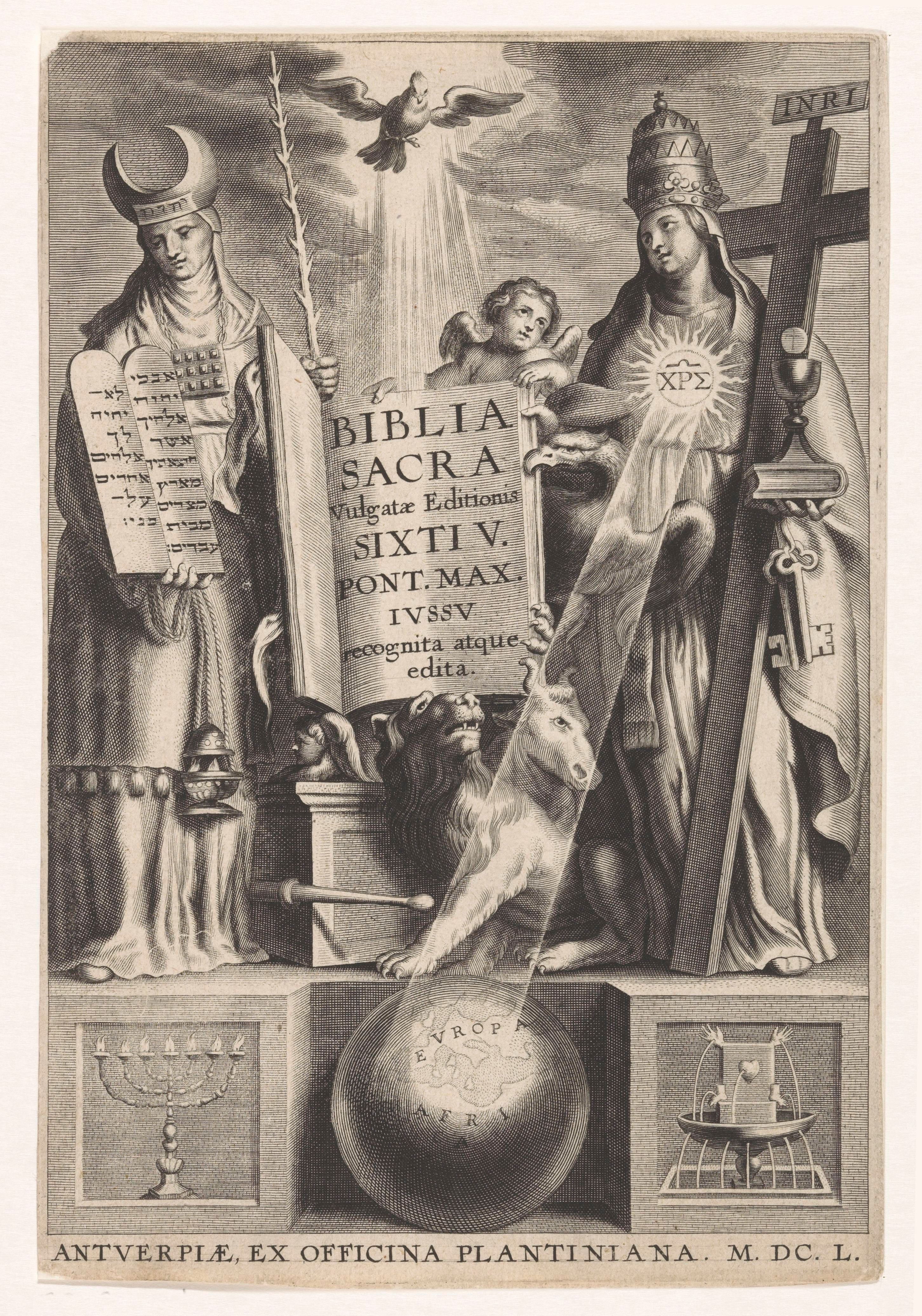
Edizione della Vulgata pubblicata ad Anversa nel 1650. Nel frontespizio sono rappresentate in maniera allegorica l'antica fede (a sinistra) e la nuova fede (a destra). Lo Spirito Santo (rappresentato dalla colomba) illumina la Sacra Scrittura.

La Vulgata (AFI: [vulˈɡaːta]), o Volgata, è una traduzione in latino della Bibbia dall'antica versione greca ed ebraica, realizzata alla fine del IV secolo da Sofronio Eusebio Girolamo.
Il nome è dovuto alla dicitura latina vulgata editio, cioè "edizione per il popolo", che richiama sia l'ampia diffusione che ottenne (in precedenza con Vulgata si indicava la traduzione della versione dei Settanta, che ebbe anch'essa notevole diffusione), sia lo stile non eccessivamente raffinato e retorico, più alla portata del popolo (volgo).
Dalla proclamazione di ufficialità durante il Concilio di Trento (1545-1563) fino al Concilio Vaticano II (1962-1965), quando fu ulteriormente revisionata, la Vulgata ha rappresentato la traduzione canonica della Bibbia per l'intera Chiesa cattolica.

## Origine

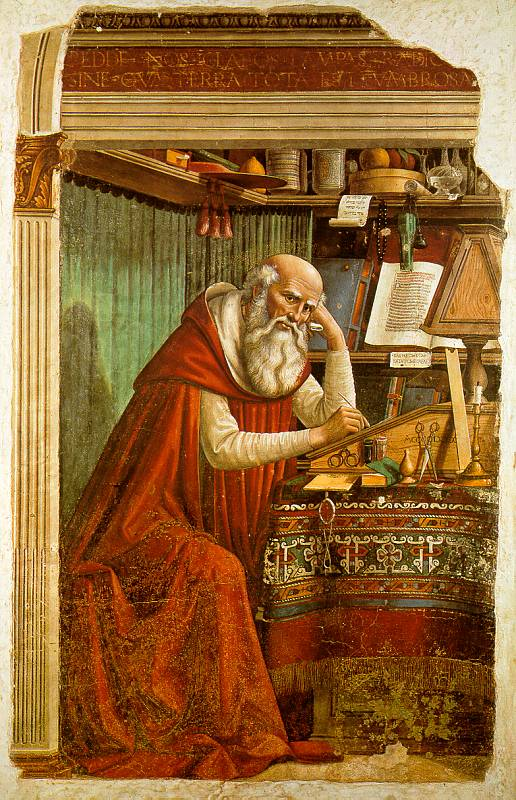
San Girolamo nello studio, di Domenico Ghirlandaio.

Nei primi secoli dell'era cristiana circolavano tra le chiese cristiane dell'impero romano d'occidente, di lingua latina, numerose versioni non ufficiali della Bibbia, oggi indicate complessivamente con la dicitura Vetus latina, cioè 'vecchia (traduzione) latina'. In particolare, le traduzioni più antiche, del II secolo, sono indicate col nome di Afra, in quanto diffuse nelle province romane dell'Africa del nord. La Itala, redatta tra il II-III secolo, divenne di uso comune in Italia.
Il carattere non ufficiale di tali versioni favorì notevolmente l'adattamento e l'interpretazione personale, producendo una notevole varietà di letture: per il Vangelo di Luca, per esempio, si arrivò a una stesura complessiva di non meno di 27 versioni, più o meno differenti tra loro. Nel caso dell'Antico Testamento, inoltre, il lavoro di traduzione era svolto a partire dalla traduzione greca della versione dei Settanta, e non dai testi originali ebraico-aramaici. Al confronto con i testi originali, pertanto, le Veteres mostravano una qualità decisamente scadente, molto letterale e diffusa in aree geografiche circoscritte (come la Hispanica, Itala o Afra).
Per porre fine a tale anarchia e assicurare alla Chiesa una traduzione di qualità migliore il papa Damaso I si rivolse nel 382 al suo segretario personale, Sofronio Eusebio Girolamo (circa 347-420), dotato di una notevole preparazione letteraria latina (Cicerone in particolare) e greca. Entrambi erano letterati e amanti dei classici latini, quindi persuasi del fatto che la traduzione di un testo sacro così importante dovesse essere dignitosa anche nella lingua di destinazione, una traduzione bella e poetica, valida anche dal punto di vista artistico e retorico.
Girolamo condivide un aspetto del pensiero di Cicerone: occorre rifuggire dalla tentazione di uno stretto letteralismo, nella convinzione che tradurre è riportare il senso secondo le forme proprie della lingua che si utilizza. Ma Girolamo, nel contempo, sostiene anche che tale criterio debba essere temperato nei confronti della Sacra Scrittura, dal momento che in essa «anche l'ordine delle parole è un mistero».
A Girolamo fu chiesta una traduzione dalle lingue originali, che favorisse l'unità nella liturgia, eliminando anche errori e imprecisioni delle precedenti traduzioni.

Il lavoro iniziò con una revisione dei 4 vangeli sul testo greco originale. Nel 386 Girolamo si trasferì a Betlemme, in Palestina, dove poté studiare la lingua ebraica e aramaica. A partire dal 390, si dedicò alla revisione dell'Antico Testamento, che tradusse in gran parte fino al 405, in 15 anni di lavoro.
Data la sua autorevolezza (era stata commissionata direttamente dal papa), la Vulgata soppiantò gradualmente le precedenti versioni latine: adottata da alcuni scrittori già nel V secolo, dal VI secolo diventò di uso comune, fino a diventare la versione egemone della Chiesa latina occidentale nel IX secolo. La Vulgata è tuttora il testo liturgico della Santa Messa in latino.

## Fonti della traduzione

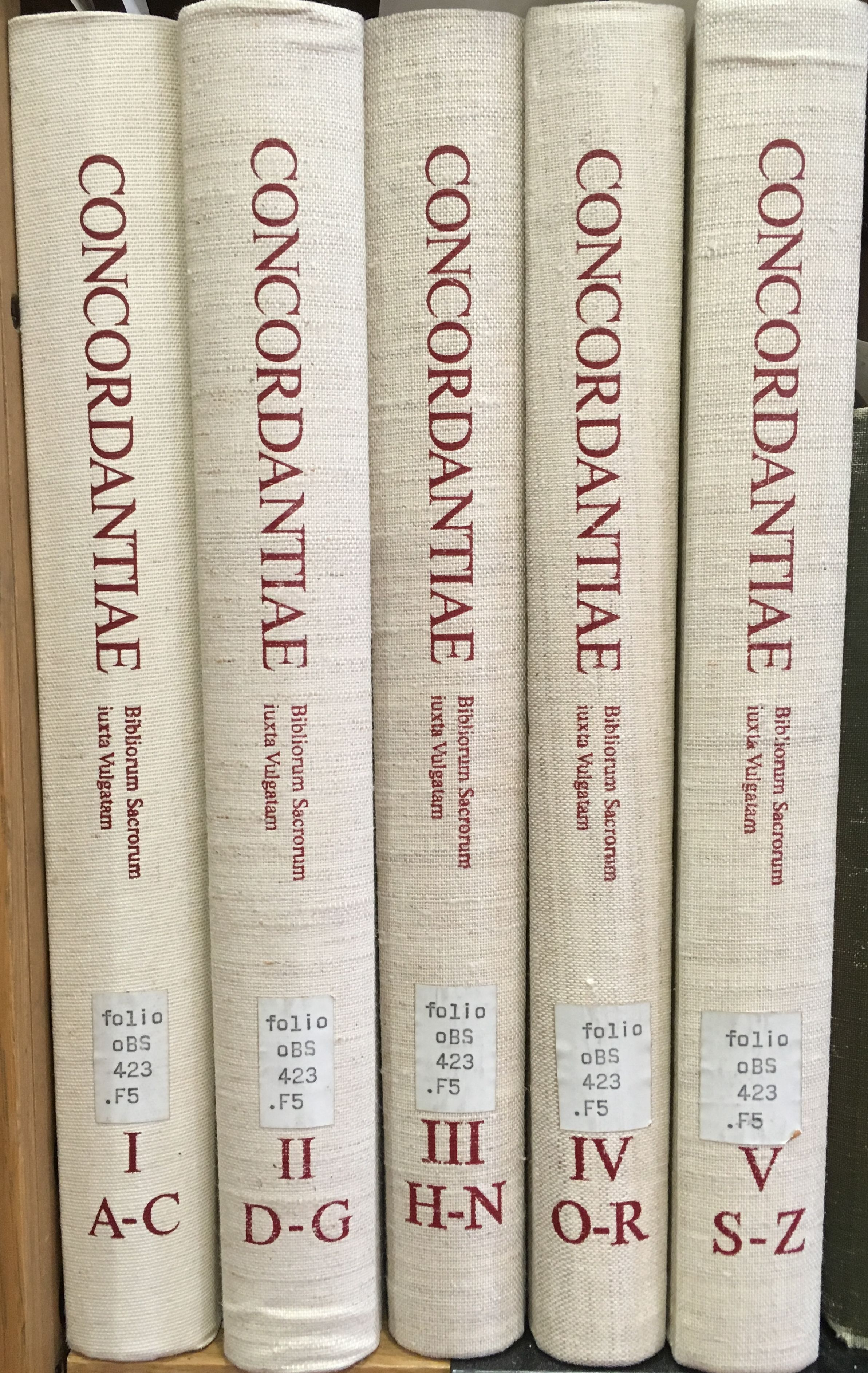
Concordanze bibliche della Vulgata latina stampata a Stoccarda.

Oltre alle precedenti traduzioni latine indicate collettivamente col nome Vetus latina Girolamo aveva anche a disposizione i testi originali in ebraico, aramaico, greco e l'allora autorevolissima versione greca dell'Antico Testamento detta dei Settanta.
Data la scarsa conoscenza che abbiamo delle differenti versioni latine pre-vulgata non è possibile sapere con certezza quanto del lavoro di Girolamo sia stata una revisione dei testi precedenti e quanto sia stata una traduzione ex novo.
A grandi linee, vi è un sostanziale accordo tra gli studiosi su questo quadro:
- i 38 libri in ebraico dell'Antico Testamento, eccetto i Salmi, furono tradotti ex novo dal testo ebraico che verrà poi definito testo masoretico.
- il libro dei Salmi è stato oggetto di una triplice versione:
  - la prima, nota come Versio Romana, fu realizzata da Girolamo già nel 382, è una revisione di una precedente traduzione latina adattata al testo della Settanta.
  - la seconda, nota come Versio Gallicana, fu realizzata tra il 386-391 a partire dal testo greco dell'Esapla di Origene. Divenne la versione prevalente nelle tarde edizioni manoscritte della Vulgata.
  - la terza versione fu realizzata tra il 398-405 a partire dal testo originale ebraico.
- i libri deuterocanonici di Giuditta e Tobia sono una traduzione ex novo dal testo originale greco della Settanta.
- gli altri 6 libri deuterocanonici greci e i 27 libri del Nuovo Testamento, inclusi i Vangeli, sono una revisione di precedenti versioni latine.

Va ribadito che tale quadro è solo approssimativo: nel caso di revisioni di precedenti traduzioni latine Girolamo a volte preferisce le letture presenti nei testi originali; altre volte, al contrario, nel caso di brani tradotti ex novo dai testi originali preferisce letture presenti nella Settanta o in precedenti traduzioni latine.
La predilezione per l'Hebraica veritas deriva da incongruenze della Settanta, e della Vetus basata su di essa. Esempi: “Angelo del gran consiglio”, di Isaia 42,1 dove il testo ebraico ha “mio servitore e mio eletto” ed il testo greco “mio servitore Giacobbe e mio eletto Israele”, di Daniele 2,22 dove l’ebraico ha “la luce è con Dio” ed il testo greco “il riposo è con Dio”, di Osea 11,11 dove il testo ebraico porta “dall’Egitto ho chiamato mio figlio” ed il testo greco “dall’Egitto ho chiamato i miei figli” e di Proverbi 8,22 dove il testo ebraico ha “Dio mi generò” o “Dio mi ebbe con se” ed il testo greco “Dio mi creò”.

## Stile della traduzione
Dal punto di vista teorico, Girolamo è noto per avere applicato su larga scala il principio traduttologico della resa ad sensum: in una lettera indirizzata a Pammachio, genero della nobildonna romana Paola, scrisse: 
(Epistulae 57, 5, trad. R. Palla)
Dal punto di vista pratico, il testo di Girolamo, sebbene aderente il più possibile ai testi originali, cerca in parte di latinizzare alcuni grecismi e semitismi che erano già presenti nelle precedenti versioni latine.
In alcuni loci Girolamo opta per le traduzioni che si mostrano in accordo con la fede cristiana, accogliendo talvolta lezioni già presenti nel greco della Settanta che derivavano dalla fortissima attesa messianico-escatologica presente nei secoli precedenti la venuta di Cristo. Dal confronto col testo originale ebraico o greco tali varianti, come anche numerose altre rese, possono essere considerate come 'errori' di traduzione.
In particolare:
- in Is 7,14[7] il termine ebraico ‘almah, giovane donna, venne reso col greco parthènos, vergine, e ripreso da Girolamo col latino virgo, diventando una prefigurazione della miracolosa nascita di Cristo;
- in Sal 15,10[8] (16,10 TM) shàhat, sepolcro, diventa diafthoràn in greco, corruptionem in latino, prefigurando la risurrezione di Cristo.

## Prologhi ai libri dell'Antico Testamento
Oltre ad occuparsi della traduzione del testo biblico, Girolamo redasse 19  prologhi in latino ai singoli libri o a insiemi di essi: Genesi (riferito all'intero Pentateuco); Giosuè; Re; Cronache; Esdra; Tobia; Giuditta; Ester; Giobbe; Salmi; libri attribuiti a Salomone (Proverbi, Qoelet, Cantico dei Cantici); Siracide; Isaia; Geremia; Ezechiele; Daniele; dodici Profeti Minori; Vangeli; Lettere di Paolo (conosciuto anche come Primum quaeritur, dall'incipit).
Per Girolamo, nel testo ebraico sarebbe prefigurata con più chiarezza la venuta di Gesù e le caratteristiche del suo ministero. Un tema ricorrente presente nei prologhi ai libri dell'Antico Testamento è la preferenza accordata all'Hebraica Veritas, vale a dire al testo ebraico, a discapito del testo greco della Settanta. Tale scelta non può che apparire, alla luce della moderna consapevolezza storico-critica acquisita negli studi biblici, pienamente giustificata. Ai suoi tempi, tuttavia, Girolamo fu fatto oggetto di numerose critiche: la lingua per eccellenza della cultura ellenista e romana era il greco, mentre l'ebraico, agli occhi dei dotti, non appariva che la lingua, già morta da secoli, di un periferico popolo del Mediterraneo.
Circa il Primum quaeritur, cioè il prologo alle lettere di Paolo, in essa è difesa la tesi dell'origine paolina della Lettera agli Ebrei, che non presenta indicazioni esplicite circa l'autore, e viene proposto il paragone tra le dieci lettere e i Dieci comandamenti. Come autore di tale prologo è stata ipotizzata una figura diversa da Girolamo. I curatori della Vulgata Stuttgartensia (v. dopo) notano come tale versione delle epistole fu particolarmente popolare presso gli eretici pelagiani, e dunque è probabilmente riconducibile ad essi il Primum quaeritur.
Diversa paternità è stata suggerita dall'esegeta Adolf von Harnack, che ipotizza lo gnostico Marcione di Sinope o un suo seguace.

## Manoscritti
Ad oggi si sono conservati un discreto numero di manoscritti della Vulgata. Tra questi sono particolarmente degni di nota:
- Codex Fuldensis, datato circa 545, contiene solo il testo del Nuovo Testamento, e i Vangeli sono nella versione del Diatessaron. È conservato presso l'abbazia di Fulda, in Germania.
- Codex Amiatinus, datato inizio VIII secolo, è il testimone più autorevole e completo della Vulgata. Fu commissionato dal monaco anglosassone Ceolfrid nel 692. Per secoli è stato conservato in un monastero presso il monte Amiata, in Toscana, donde il nome. Attualmente è conservato a Firenze nella Biblioteca Medicea Laurenziana.

## Revisioni della Vulgata
Già a partire dall'alto medioevo si è verificato per i manoscritti della Vulgata quanto avveniva nelle trascrizioni amanuensi: la comparsa di varianti di lezione accidentali, veri e propri errori di trascrizione, cosicché nessuna copia era perfettamente uguale all'originale, che era a sua volta una copia.

### Edizioni manoscritte (VI-XV secolo)
Il primo tentativo di ristabilire criticamente l'originale testo di Girolamo è attribuito al letterato romano-ostrogoto Cassiodoro, già verso il 550. Alcuino di York curò una versione della vulgata per l'imperatore franco Carlo Magno (Natale dell'801). Tentativi simili furono intrapresi da Teodolfo di Orleans (760?-821) come testimoniato dal Codex Theodulphianus; Lanfranco di Canterbury (1070-1089); Stefano Harding di Cîteaux (1109-1134); il diacono Nicolò Maniacoria (o Maniacutia; metà del XII secolo).

### Edizioni in epoca moderna (XV-XVI secolo)
L'avvento della stampa ha ridotto grandemente la possibilità di errori umani e favorito l'uniformità e il confronto dei testi.
Tuttavia, in un primo tempo le varie edizioni a stampa della Vulgata riproponevano le versioni disponibili nei manoscritti che differivano tra loro, sebbene in rari e marginali dettagli.
Delle centinaia di antiche edizioni a stampa, sicuramente la più nota è la cosiddetta Bibbia di Gutenberg, realizzata nel 1455 da Johann Gutenberg, l'inventore della stampa a caratteri mobili. Essa rappresenta il primo testo stampato in occidente.
La prima edizione critica della Vulgata, che cioè riportava le varianti di lettura, fu pubblicata a Parigi nel 1504.
Erasmo pubblicò nel 1516 un'edizione corretta per armonizzare il latino con l'originale greco ed ebraico.
Anche uno dei testi riportati dalla Poliglotta Complutense del 1517 è tratto da un manoscritto latino e corretto per armonizzarlo col testo greco.
Nel 1528 Robertus Stephanus pubblicò un'edizione critica che diventò la base delle successive versioni Sistina e Clementina.
Un'altra edizione critica fu pubblicata da John Hentenius a Lovanio (Belgio) nel 1547.

### La Vulgata Clementina (1592)

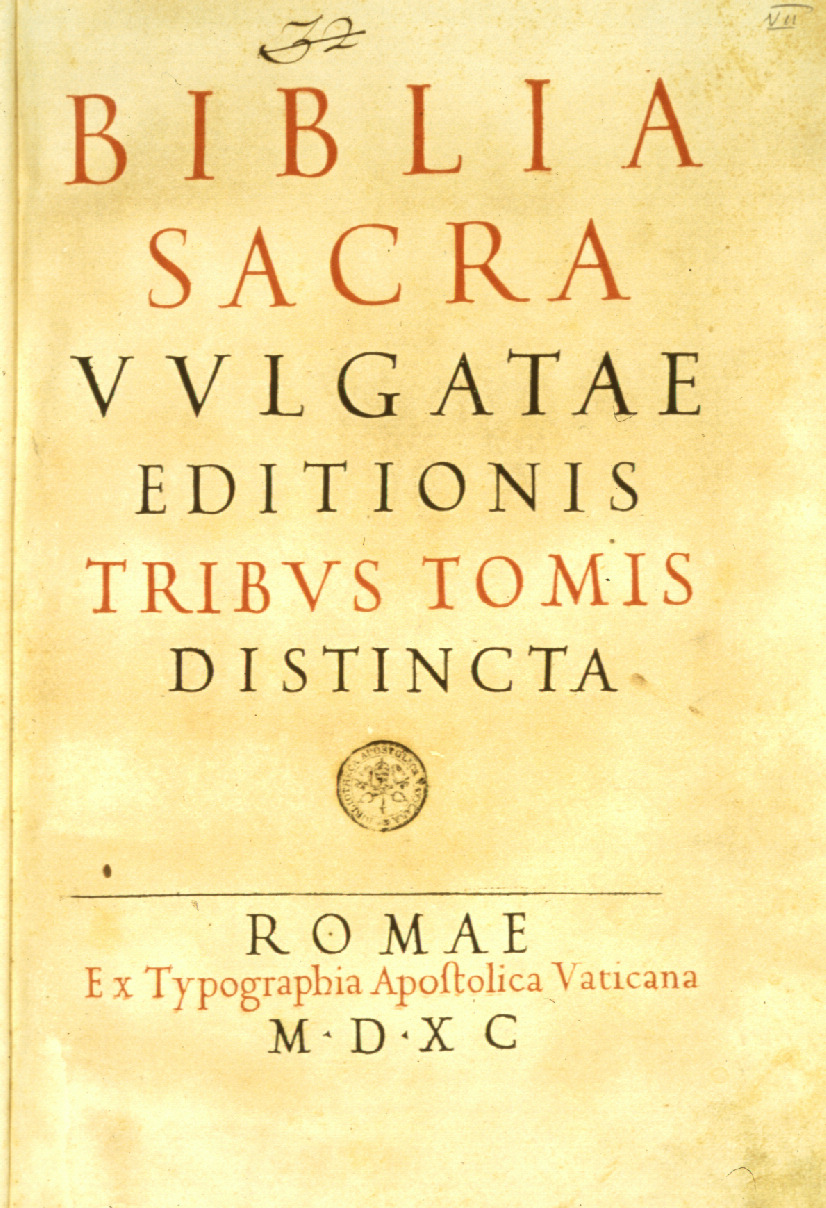
Vulgata Sixtina

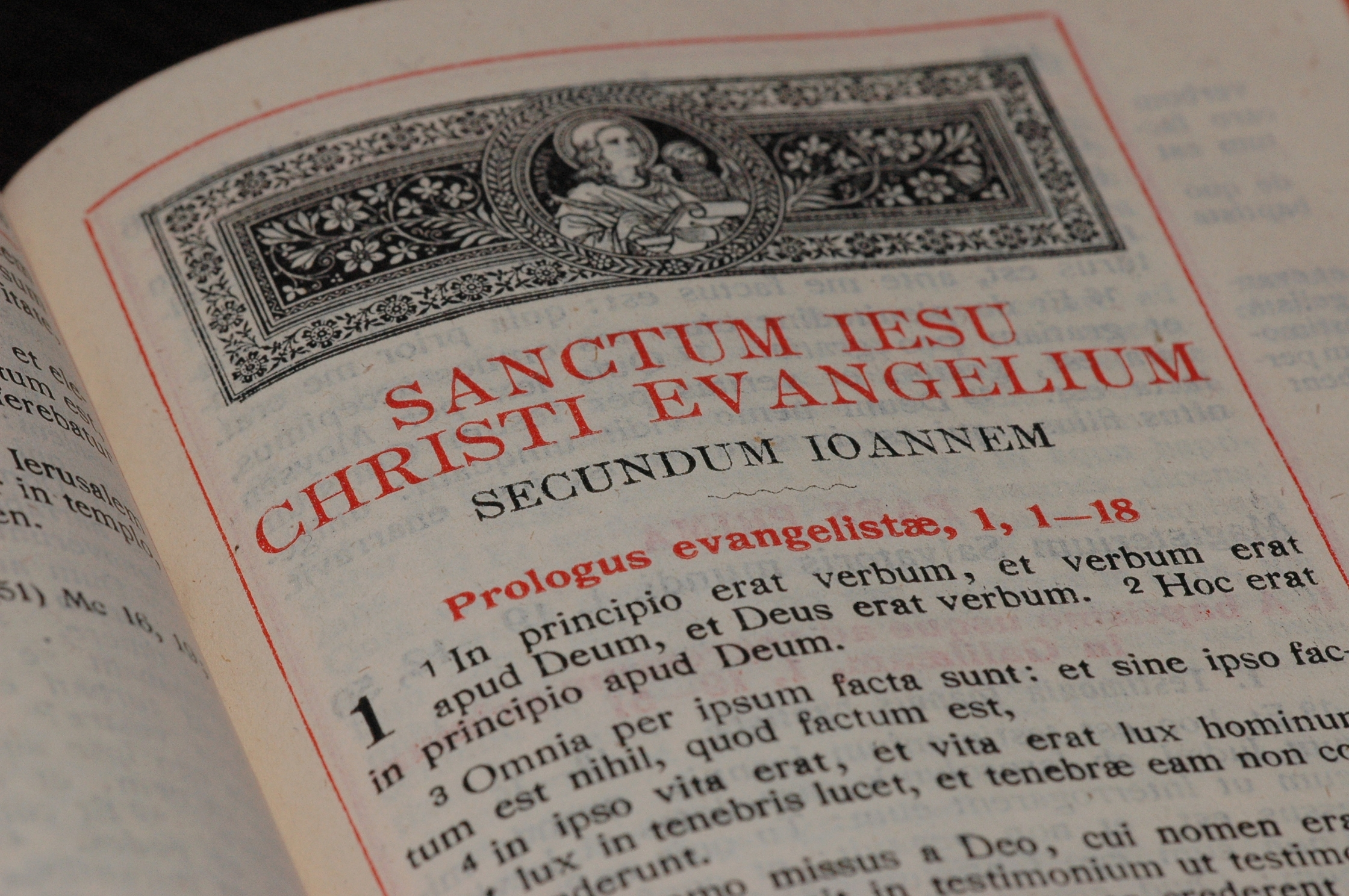
Incipit del Vangelo secondo Giovanni, Vulgata Clementina, edizione 1922

Dopo la Riforma, quando la Chiesa cattolica si sforzò di contrattaccare le dottrine del Protestantesimo, la Vulgata venne riaffermata nel Concilio di Trento come l'unica versione autorizzata latina della Bibbia.
Per ribadire tale autorizzazione il concilio richiese al Papa una versione che ponesse fine alla varietà di edizioni prodotte durante il medio evo e il rinascimento.
L'edizione venne commissionata da papa Sisto V (1585-1590), e pertanto fu chiamata Vulgata Sistina (Biblia Sacra Vulgatae Editionis Sixti Quinti Pontificis Maximi iussu recognita atque edita).
Si basò sull'edizione di Robertus Stephanus (1528), corretta in base alla versione greca. Il lavoro però fu affrettato e risentì di numerosi errori di stampa.
Venne pertanto intrapresa una nuova edizione che venne portata a termine all'inizio del pontificato di Clemente VIII (1592-1605). L'edizione prodotta è detta Vulgata Sisto-Clementina, o semplicemente Vulgata Clementina, nonostante il nome di papa Sisto compaia nel titolo completo. Clemente dispose la pubblicazione di tre edizioni: 1592, 1593, 1598.
Al di là delle singole e minute varianti testuali, la Clementina differisce dalle edizioni precedenti per due particolari: le prefazioni di Girolamo furono raccolte all'inizio; i libri apocrifi di 3-4 Esdra, la Preghiera di Manasse e il Salmo 151 furono spostati in appendice.
Il salterio, al pari delle precedenti edizioni della Vulgata, era il Gallicanum.
La Clementina divenne dal 1592 la versione ufficiale adottata dal rito latino della Chiesa cattolica e fu soppiantata solo nel 1979, quando fu promulgata la Nova Vulgata.

### Edizioni successive (XVII-XX secolo)
Martianay e Pouget, della congregazione di San Mauro, pubblicarono a Parigi la cosiddetta versione Maurista (1693-1706).
Tra il 1734 e il 1742 il gesuita italiano Domenico Vallarsi pubblicò a Verona una nuova versione che, sebbene di qualità superiore alla maurista, tralasciava sovente di adattare il testo latino ai manoscritti greci allora disponibili.
In seguito furono pubblicate molte altre versioni parziali, limitate al Nuovo Testamento. Tra queste, degne di particolare nota sono l'edizione Tischendorf del 1864 e l'edizione Oxford del 1889, curata da J. Wordsworth e H.J. White, limitata al solo Nuovo Testamento.
Nel 1907 papa Pio X commissionò ai monaci benedettini dell'Abbazia di San Girolamo a Roma una nuova edizione critica della Vulgata, da usarsi come base per una revisione della Clementina.

### Nova Vulgata (1979)
Nel 1965, verso la conclusione del Concilio Vaticano II, papa Paolo VI commissionò una revisione della Vulgata in accordo con i moderni criteri esegetici e filologici. Il lavoro si basò sull'edizione critica del 1907 di Pio X. Il primo volume della Nova Vulgata, conosciuta anche come Neovulgata, (titolo completo Bibliorum Sacrorum nova vulgata editio), il Salterio, fu pubblicato nel 1969, e l'intero testo fu completato nel 1979.
A partire da tale data l'edizione costituisce la versione ufficiale per la liturgia latina della Chiesa cattolica.
La Nova Vulgata non contiene i libri apocrifi di 3-4 Esdra e la Preghiera di Manasse, che già nell'edizione Clementina erano stati collocati in appendice. Il testo di Tobia e Giuditta è tratto dalla Vetus Latina, invece che dalla traduzione di Girolamo.
Circa la metodologia traduttiva, per tutti i libri la versione latina viene armonizzata con le edizioni critiche dei testi originali in ebraico, aramaico e greco. In alcuni loci, però, la Nova Vulgata opta per traduzioni ad sensum, a discapito del testo originale.
La nuova vulgata e le altre traduzioni dai testi originali sono state redatte per uso liturgico; non sono considerate esenti da errori dalla Chiesa cattolica, mentre la vulgata Sisto Clementina ha valore giuridico ed è priva di errori, come è stato definito nel Concilio di Trento (Pio XII, Divino Afflante Spiritu, 1943).
Nel 2001, con l'istruzione Liturgiam authenticam della Congregazione per il culto divino e la disciplina dei sacramenti venne ribadita la centralità nel culto cattolico del testo latino, nella fattispecie della Nova Vulgata, alla quale le traduzioni bibliche nelle varie lingue nazionali dovevano fare riferimento.

### Vulgata Stuttgartensia (1994)
Attualmente particolarmente conosciuta e affermata è l'edizione critica della Vulgata realizzata dalla Deutsche Bibelgesellschaft di Stuttgart (Società Biblica tedesca di Stoccarda), parimenti nota per la realizzazione della BHS (Biblia Hebraica Stuttgartensia) e di una edizione critica della Bibbia dei Settanta.
L'edizione, pubblicata nel 1994 e curata da Roger Gryson e Robert Weber, è titolata Biblia Sacra Vulgata (ISBN 3-438-05303-9); nel 2006 è giunta alla quinta edizione.
Il testo base è quello dell'edizione benedettina del 1907, commissionata da Pio X (riferimento anche della Nova Vulgata), integrato per il Nuovo Testamento dall'edizione di Oxford del 1889, curata da J. Wordsworth e H. J. White.
In quanto testo critico, la Vulgata Stuttgartensia tenta di riproporre il testo primitivo di Girolamo attraverso il confronto dei vari manoscritti pervenutici, primariamente il Codex Amiatinus, purgandolo degli inevitabili errori e glosse amanuensi.
Un'importante caratteristica della Vulgata Stuttgartensia è l'inclusione dei prologhi originali di Girolamo, generali (a Bibbia, Antico e Nuovo Testamento, Pentateuco, i Vangeli) e specifici per i principali libri biblici. Nelle edizioni medievali tali prologhi non mancavano mai ed erano riveriti quasi al pari dei testi biblici veri e propri.
A confronto con la Clementina, la Stuttgartensia conserva sovente un'ortografia di stampo medievale: usa oe invece di ae, conserva la H iniziale di alcuni nomi propri (p.es. Helimelech invece di Elimelech), mantiene uno stile metrico non corretto, come attestato nei manoscritti.
Per il salterio viene presentata una doppia versione, quella Gallicana e quella direttamente dal testo ebraico. Le due traduzioni sono stampate su pagine affiancate, in modo da permettere un'immediata comparazione delle varianti.
Contiene anche i testi apocrifi non presenti nella Clementina: Preghiera di Manasse, 3-4 Esdra, Salmo 151, Lettera ai Laodicesi.
Per tali divergenze con la versione classica Clementina, sebbene si mostri vicina alla Nova Vulgata, la Stuttgartensia può risultare inusuale agli studiosi di matrice cattolica.
Uno dei motivi della particolare diffusione e ufficialità che la versione Stuttgartensia ha guadagnato tra i biblisti, oltre all'indiscussa serietà e affidabilità della Deutsche Bibelgesellschaft, è il fatto che tale versione è stata riprodotta su supporto digitale ed è dunque facilmente consultabile e utilizzabile per la ricerca.

## Influenza nella cultura occidentale
In campo culturale, artistico, linguistico, e ovviamente religioso, l'influenza della Vulgata nella cultura occidentale è incommensurabile. Attraverso i secoli del Medioevo, del Rinascimento, della Riforma, l'opera monumentale di Girolamo ha rappresentato il fondamento sul quale si è sviluppata non solo la cultura cristiana occidentale, ma la stessa identità del continente europeo. Da essa hanno attinto ispirazione innumerevoli opere scultoree, pittoriche, musicali, letterarie.
Papa san Gregorio Magno dispose che fosse riprodotta e insegnata nello studio, scuola e biblioteca del Vivarium di Squillace.
Le prime traduzioni in lingue volgari o vernacolari sono state realizzate invariabilmente a partire dalla Vulgata.
Anche le traduzioni protestanti, che si proponevano di rimpiazzarla, non potevano esimersi dal tenerla in considerazione: in primis le traduzioni ad opera dei vari movimenti riformatori e riformativi del XVI e XIV secolo come, rispettivamente, la Bibbia di Lutero in tedesco e la Bibbia Wycliffe in inglese. Inoltre, la traduzione in inglese per eccellenza, la Bibbia di Re Giacomo, mostra una marcata influenza della Vulgata in quanto a stile, prosa e ritmo poetico. Alcuni termini tradotti letteralmente dalla Vulgata sono entrati a far parte della lingua inglese (creation; salvation; justification; testament; sanctify; regenerate; rapture; publican; apostle; angel...).